# Jaromír Vlk
Jaromír Vlk (ur. 4 marca 1949 w Teplicach nad Bečvou) – czechosłowacki lekkoatleta, specjalista pchnięcia kulą.
Zajął 9. miejsce w pchnięciu kulą na igrzyskach olimpijskich w 1972 w Monachium. Zdobył brązowy medal w tej konkurencji na halowych mistrzostwach Europy w 1973 w Rotterdamie (wyprzedzili go  jedynie jego rodak Jaroslav Brabec i Gerd Lochmann z Niemieckiej Republiki Demokratycznej). Na kolejnych halowych mistrzostwach Europy w 1974 w Göteborgu Vlk zajął 6. miejsce. Był dziesiąty na mistrzostwach Europy w 1974 w Rzymie i szósty na mistrzostwach Europy w 1978 w Pradze.
Zdobył srebrny medal na halowych mistrzostwach Europy w 1980 w Sindelfingen (za Zlatanem Saračevićem z Jugosławii). Na igrzyskach olimpijskich w 1980 w Moskwie zajął 7. miejsce.
Vlk był mistrzem Czechosłowacji pchnięciu kulą w 1974, 1977, 1978 i 1980 oraz wicemistrzem w 1972, 1973 i 1979. W hali był mistrzem Czechosłowacji w 1980, wicemistrzem w 1971, 1973 i 1978 oraz brązowym medalistą w 1972.
Jego rekord życiowy w pchnięciu kulą wynosił 20,53 m; został uzyskany 24 maja 1980 w Pradze.